# Holalkere (Rural), Holalkere
Holalkere (Rural) là một làng thuộc tehsil Holalkere, huyện Chitradurga, bang Karnataka, Ấn Độ.